# 49 Aquarii
49 Aquarii, som är stjärnans Flamsteed-beteckning, är en ensam stjärna belägen i den södra delen av stjärnbilden Vattumannen. Den har en skenbar magnitud på 5,53 och är svagt synlig för blotta ögat där ljusföroreningar ej förekommer. Baserat på parallaxmätning inom Hipparcosuppdraget på ca 12,3 mas, beräknas den befinna sig på ett avstånd på ca 266 ljusår (ca 81 parsek) från solen. Den rör sig närmare solen med en heliocentrisk radialhastighet på ca -13 km/s.

## Egenskaper
49 Aquarii är en orange till röd jättestjärna av spektralklass K0 III CN II, som visar en spektral anomali hos absorptionslinjerna för cyanoradikaler (CN). Det ingår i röda klumpen, vilket anger att den genererar energi genom fusion av helium i dess kärna. Den har en massa som är ca 2,2 gånger större än solens massa, en radie som är ca 9 gånger större än solens och utsänder från dess fotosfär ca 50 gånger mera energi än solen vid en effektiv temperatur av ca 5 000 K.